# جيم باريت
جيم باريت (بالإنجليزية: Jim Barrett)‏ هو محامي أمريكي، ولد في 8 نوفمبر 1926 في شيكاغو في الولايات المتحدة، وتوفي في 14 مارس 2013 في سان فرانسيسكو في الولايات المتحدة.